# Diestelbruch
Diestelbruch este o localitate care se află la 4 km și aparține de orașul Detmold. Localitățile (sectoarele) vecine fiind Detmold-Nord, Vahlhausen, Niederschönhagen, Oberschönhagen, Schönemark și Remmighausen. Localitatea s-a format prin unirea comunelor de odinioară Leistrup, Meiersfeld, Lenstrup și Diestelbruch. Numele „Disteln” indică o regiune umedă. In evul mediu este amitită localitatea sub numele de „Dyselbrok”, pe când „Leistrup” este amintit în 1394 sub numele de „Leesentrop”.